# Kongres 590

Kod kreskowy z prefiksem 590

Kongres 590 – cykliczne, coroczne wydarzenie gospodarcze, skupiające przedstawicieli polskiego biznesu, nauki, polityki i legislacji oraz gości zagranicznych. Stanowi arenę wymiany myśli, poglądów i doświadczeń polskich przedsiębiorców, menedżerów, polityków, naukowców oraz ekspertów ekonomicznych. Organizatorem jest Kongres 590 Sp. z o.o.
Nazwa Kongresu 590 pochodzi od prefiksu kodu kreskowego, którym oznaczane są towary wytwarzane bądź dystrybuowane przez polskie przedsiębiorstwa. Jego głównym celem jest uwolnienie potencjału polskiej gospodarki oraz promocja polskich produktów i usług. Ideą Kongresu 590 jest stworzenie przestrzeni do kooperacji dla polskich przedsiębiorców, naukowców i decydentów politycznych. Kongres 590 jest skierowany do wszystkich firm, od startupów, przez mikro-, małe, średnie, po duże przedsiębiorstwa.
Kongres corocznie odbywa się pod Honorowym Patronatem Prezydenta Rzeczypospolitej Polskiej. Swoją obecnością uświetniają wydarzenie najważniejsze osoby w państwie, z Prezydentem Rzeczypospolitej Polskiej oraz Prezesem Rady Ministrów na czele i znamienici goście ze świata zagranicznego biznesu.

## Edycje

### I Edycja Kongresu 590
Odbyła się 17 i 18 listopada 2016 roku w Jasionce k. Rzeszowa. Kongres zgromadził wówczas 2550 uczestników, 342 dziennikarzy, 181 panelistów którzy zabrali głos w 35 panelach tematycznych, 23 partnerów komercyjnych, 20 partnerów merytorycznych oraz 22 partnerów medialnych.
Na Kongresie można było wysłuchać wystąpienia prezydenta RP Andrzeja Dudy, ówczesnej premier Beaty Szydło oraz wicepremiera Mateusza Morawieckiego.

### II Edycja Kongresu 590
Miała miejsce 16 i 17 listopada 2017 roku, po raz kolejny w Centrum Wystawienniczo-Kongresowym Województwa Podkarpackiego – G2A Arena w Jasionce koło Rzeszowa. II Edycja 590 zgromadziła łącznie 4000 uczestników, blisko 400 dziennikarzy, 424 panelistów którzy debatowali w 74 panelach dyskusyjnych. Wsparcie stanowiło 130 partnerów komercyjnych, 31 partnerów merytorycznych oraz 37 patronów medialnych.
Program składał się z 13 bloków tematycznych, w ramach których odbyły się 74 panele dyskusyjne z udziałem 424 panelistów. W kongresie wzięło udział 15 gości honorowych, w tym prezydent Rzeczypospolitej Polskiej Andrzej Duda, ówczesna Prezes Rady Ministrów Beata Szydło oraz wicepremier Mateusz Morawiecki. Kongres 590 swoim udziałem uświetniła Joanna Jędrzejczyk, polska zawodniczka sztuk walki, trzykrotna zawodowa mistrzyni świata oraz goście z zagranicy, profesor Alberto Bagnai i Desmond Lachman.

### III Edycja Kongresu 590
Odbyła się 15 i 16 listopada 2018 roku w Jasionce koło Rzeszowa, w Centrum Wystawienniczo-Kongresowym Województwa Podkarpackiego G2A Arena. W kongresie wzięło udział wielu gości honorowych, w tym prezydent RP Andrzej Duda, Prezes Rady Ministrów Mateusz Morawiecki oraz Piotr Gliński, wiceprezes Rady Ministrów i minister kultury i dziedzictwa narodowego. Na serii paneli dyskusyjnych debatowano na tematy związane m.in. z planowaną budową Centralnego Portu Komunikacyjnego, przemysłem zbrojeniowym i koleją.

### IV Edycja Kongresu 590
Odbyła się 7 i 8 października 2019 roku.

## Wydarzenia towarzyszące
Nagroda Gospodarcza Prezydenta Rzeczypospolitej Polskiej jest przyznawana raz do roku przez Prezydenta RP. To wyróżnienie dla przedsiębiorstw, które wnoszą znaczący wkład w rozwój polskiej gospodarki, budując pozytywny wizerunek polskiej przedsiębiorczości na całym świecie oraz stanowią wzór dla innych.